# Archytas cirphis
Archytas cirphis är en tvåvingeart som beskrevs av Charles Howard Curran 1927. Archytas cirphis ingår i släktet Archytas och familjen parasitflugor. Inga underarter finns listade i Catalogue of Life.